# Euchromius malekalis
Euchromius malekalis là một loài bướm đêm trong họ Crambidae.